# Liste des épisodes de Card Captor Sakura - Clear Card
Cet article est un complément de l'article sur la série Card Captor Sakura - Clear Card Arc, suite de Cardcaptor Sakura. Il contient la liste des épisodes de l'adaptation en série télévisée d'animation produite par le studio Madhouse.

## Liste des épisodes
| No | Titre français                                | Titre japonais             | Titre japonais                     | Date de 1re diffusion |
| No | Titre français                                | Kanji                      | Rōmaji                             | Date de 1re diffusion |
| -- | --------------------------------------------- | -------------------------- | ---------------------------------- | --------------------- |
| 1  | Sakura et les cartes transparentes            | さくらと透明なカード       | Sakura to tōmeina Kādo             | 7 janvier 2018        |
| 2  | Sakura et la salle sans porte                 | さくらと出口のない部屋     | Sakura to deguchi no nai heya      | 14 janvier 2018       |
| 3  | Sakura et l'alerte inondation                 | さくらの大雨注意報         | Sakura no ōame chuihō              | 21 janvier 2018       |
| 4  | Sakura et la merveilleuse nouvelle élève      | さくらと素敵な転校生       | Sakura to suteki na tenkōsei       | 28 janvier 2018       |
| 5  | Sakura et les fleurs très demandées           | さくらとお花見ひっぱりだこ | Sakura to ohanami hipparidako      | 4 février 2018        |
| 6  | Sakura et la chanson du lapin et de la lune   | さくらとうさぎと月の歌     | Sakura to usagi to tsuki no uta    | 11 février 2018       |
| 7  | Sakura joue à chat dans le jardin             | さくらとお庭でおにごっこ   | Sakura to oniwa de onigokko        | 18 février 2018       |
| 8  | Sakura, l'horloge et la partie de cache-cache | さくらと時計とかくれんぼ   | Sakura to tokei to kakurenbo       | 25 février 2018       |
| 9  | Sakura, nerveuse à l'aquarium                 | さくらのドキドキ水族館     | Sakura no doki doki suizokukan     | 4 mars 2018           |
| 10 | Sakura et le labyrinthe du sommeil            | さくらとねむりのラビリンス | Sakura to nemuri no Rabirinsu      | 11 mars 2018          |
| 11 | Sakura et le pingouin renversé                | さくらのさかさまペンギン   | Sakura no sakasama Pengin          | 18 mars 2018          |
| 12 | Sakura et le glaçant tournoi de sport         | さくらと氷の球技大会       | Sakura to kōri no kyūgi taikai     | 25 mars 2018          |
| 13 | Sakura et le retour de Meiling                | さくらとただいま苺鈴       | Sakura to tadaima Meilin           | 8 avril 2018          |
| 14 | Sakura, le sanctuaire et le zoo               | さくらと神社と動物園       | Sakura to jinja to dōbutsuen       | 15 avril 2018         |
| 15 | La fête des souvenirs de Sakura               | さくらのおもいで鑑賞会     | Sakura no omoide kanshō-kai        | 22 avril 2018         |
| 16 | L'amie de Sakura et Meiling                   | さくらと苺鈴のおともだち   | Sakura to Meilin no otomodachi     | 29 avril 2018         |
| 17 | Sakura et les gâteaux étranges                | さくらとおかしなお菓子     | Sakura to okashina okashi          | 6 mai 2018            |
| 18 | Sakura et les oiseaux de feu et d'eau         | さくらと炎と水の鳥         | Sakura to honō to mizunotori       | 13 mai 2018           |
| 19 | Sakura et la berceuse d'Akiho                 | さくらと秋穂の子守唄       | Sakura to Akiho no komori-uta      | 20 mai 2018           |
| 20 | Sakura, son papy et l'arc-en-ciel             | さくらと虹とおじいさん     | Sakura to niji to ojiisan          | 27 mai 2018           |
| 21 | Sakura, le miroir et la clef du souvenir      | さくらと鏡と思い出の鍵     | Sakura to kagami to omoide no kagi | 3 juin 2018           |
| 22 | Les cartes transparentes de Sakura            | さくらの透明なカード       | Sakura no tōmei na Kādo            | 10 juin 2018          |